# Sub-regiões de Portugal

As 25 sub-regiões de Portugal (até 2024), incluídas as duas áreas metropolitanas em vermelho, e as 23 comunidades intermunicipais.

Em Portugal existem 26 sub-regiões, sendo a terceira divisão das Unidades Territoriais para Fins Estatísticos (NUTS), distribuídas entre as sete regiões nacionais. Foram inicialmente criadas pelas comissões de coordenação e desenvolvimento regional (CCDR). Não têm uma administração significativa, pelo contrário, servem para recolher dados, para planear medidas económicas e para cumprir as competências, recebidas através da Lei n.º 50/2018 de 16 de Agosto do governo português. 
As 26 sub-regiões compreendem também as sub-regiões dos Açores e da Madeira, sendo ambas ao mesmo tempo uma região. Do ponto de vista geográfico e estatístico, são equiparáveis. Contudo, devido ao diferente grau de autonomia que têm, são circunscrições geográficas muito diferentes das 24 sub-regiões do continente.
A maioria das sub-regiões também são correspondem às comunidades intermunicipais, existindo 23 dessas entidades, destacando-se a restante sub-região, que é considerada uma área metropolitana, a Área metropolitana do Porto (já a Área metropolitana de Lisboa não corresponde atualmente a uma só sub-região). A maioria das sub-regiões não correspondem aos distritos existentes, já que são novas divisões territoriais e foram divididas ao desenvolvimento de cada município, pertencendo à sub-regiões que melhor corresponde ao desenvolvimento registado. Existem distritos, como Viana do Castelo, Portalegre e Faro, que correspondem em termos territoriais à sua sub-região, neste caso ao Alto Minho, Alto Alentejo e ao Algarve.
De acordo com a lei-quadro da transferência de competências para as autarquias locais e para as sub-regiões (Lei n.º 50/2018, de 16 de Agosto), as sub-regiões, ou entidades intermunicipais, têm competências para o planeamento da rede de transporte escolar e gerir as autoridades de transportes, o planeamento da oferta educativa, gerir a rede de unidades de cuidados de saúde primários e de unidades de cuidados continuados, a rede dos quartéis de bombeiros voluntários, a rede dos julgados de paz, participação em ações ou projetos de reinserção social de jovens e adultos, desenvolvimento da promoção turística, gestão dos portos de âmbito regional, gerir projetos financiados com fundos europeus e programas de captação de investimento.

## As sub-regiões
A seguinte lista demostra os dados de cada uma das 26 sub-regiões portuguesas, divididas em sede, região à qual pertencem, população, variação populacional, área e a densidade populacional.
| Sub-região                  | Sede             | Região               | População (2023) | Variação (2022–2023) | Área (em km²) | Densidade (habitantes por km²) |
| --------------------------- | ---------------- | -------------------- | ---------------- | -------------------- | ------------- | ------------------------------ |
| Alto Minho                  | Viana do Castelo | Norte                | 234 215          | 0,66 %               | 2 219         | 106                            |
| Cávado                      | Braga            | Norte                | 429 833          | 1,26 %               | 1 246         | 345                            |
| Ave                         | Guimarães        | Norte                | 422 464          | 0,49 %               | 1 451         | 291                            |
| Área Metropolitana do Porto | Porto            | Norte                | 1 802 664        | 1,76 %               | 2 041         | 883                            |
| Alto Tâmega e Barroso       | Chaves           | Norte                | 83 669           | 0,19 %               | 2 922         | 29                             |
| Tâmega e Sousa              | Penafiel         | Norte                | 409 348          | 0,23 %               | 1 832         | 223                            |
| Douro                       | Vila Real        | Norte                | 184 195          | 0,27 %               | 4 032         | 46                             |
| Terras de Trás-os-Montes    | Bragança         | Norte                | 107 473          | 0,38 %               | 5 544         | 19                             |
| Região de Aveiro            | Aveiro           | Centro               | 384 689          | 2,10 %               | 1 693         | 227                            |
| Região de Coimbra           | Coimbra          | Centro               | 446 982          | 1,25 %               | 4 336         | 103                            |
| Região de Leiria            | Leiria           | Centro               | 297 222          | 1,74 %               | 2 449         | 121                            |
| Viseu Dão-Lafões            | Viseu            | Centro               | 256 810          | 1,25 %               | 3 238         | 79                             |
| Beira Baixa                 | Castelo Branco   | Centro               | 100 036          | 0,67 %               | 5 253         | 19                             |
| Beiras e Serra da Estrela   | Guarda           | Centro               | 209 896          | 0,47 %               | 6 305         | 33                             |
| Oeste                       | Caldas da Rainha | Oeste e Vale do Tejo | 388 396          | 2,46 %               | 2 220         | 175                            |
| Médio Tejo                  | Tomar            | Oeste e Vale do Tejo | 216 423          | 1,32 %               | 2 706         | 80                             |
| Lezíria do Tejo             | Santarém         | Oeste e Vale do Tejo | 247 764          | 1,43 %               | 4 275         | 58                             |
| Grande Lisboa               | Lisboa           | Grande Lisboa        | 2 126 578        | 1,37 %               | 1 390         | 1 530                          |
| Península de Setúbal        | Setúbal          | Península de Setúbal | 834 599          | 1,31 %               | 1 625         | 514                            |
| Alentejo Litoral            | Sines            | Alentejo             | 101 388          | 1,63 %               | 5 309         | 514                            |
| Baixo Alentejo              | Beja             | Alentejo             | 115 757          | 0,21 %               | 8 543         | 514                            |
| Alto Alentejo               | Portalegre       | Alentejo             | 104 081          | 0,21 %               | 6 084         | 514                            |
| Alentejo Central            | Évora            | Alentejo             | 153 475          | 0,21 %               | 7 393         | 514                            |
| Algarve                     | Faro             | Algarve              | 484 122          | 1,15 %               | 4 997         | 97                             |
| Açores                      | Ponta Delgada    | Açores               | 241 025          | 0,37 %               | 2 322         | 104                            |
| Madeira                     | Funchal          | Madeira              | 256 622          | 1,00 %               | 801           | 320                            |
| Portugal                    | Portugal         | Portugal             | 10 639 726       | 1,17 %               | 92 225        | 115                            |

A seguinte lista contém todas as sub-regiões, divididas pelas sete regiões nacionais, com o número de municípios e freguesias, a área total, a população total registada nos censos de 2021 e a densidade populacional.

Sub-regiões, ou NUTS 3, de Portugal (2013-2024)

Regiões e sub-regiões estatísticas (2024 -)

## Divisões NUTS
Existem três divisões das Unidades Territoriais para Fins Estatísticos, também conhecida como as NUTS, que dividem o país diferentemente:
- NUTS 1: divisão em Portugal Continental e as ilhas dos Açores e da Madeira;
- NUTS 2: divisão em sete regiões nacionais e;
- NUTS 3: divisão em 26 sub-regiões nacionais.

| NUTS 1               |  | NUTS 2               |                             | NUTS 3               |
| Continente e ilhas   |  | 9 Regiões            |                             | 26 Sub-regiões       |
| -------------------- |  | -------------------- | --------------------------- | -------------------- |
| Portugal Continental |  | Alentejo             |                             | Alentejo Central     |
| Portugal Continental |  | Alentejo             | Alentejo Litoral            |                      |
| Portugal Continental |  | Alentejo             | Alto Alentejo               |                      |
| Portugal Continental |  | Alentejo             | Baixo Alentejo              |                      |
| Portugal Continental |  | Algarve              |                             | Algarve              |
| Portugal Continental |  | Centro               |                             | Beira Baixa          |
| Portugal Continental |  | Centro               | Beiras e Serra da Estrela   |                      |
| Portugal Continental |  | Centro               | Região de Aveiro            |                      |
| Portugal Continental |  | Centro               | Região de Coimbra           |                      |
| Portugal Continental |  | Centro               | Região de Leiria            |                      |
| Portugal Continental |  | Centro               | Viseu Dão-Lafões            |                      |
| Portugal Continental |  | Oeste e Vale do Tejo |                             | Médio Tejo           |
| Portugal Continental |  | Oeste e Vale do Tejo | Oeste                       |                      |
| Portugal Continental |  | Oeste e Vale do Tejo | Lezíria do Tejo             |                      |
| Portugal Continental |  | Grande Lisboa        |                             | Grande Lisboa        |
| Portugal Continental |  | Península de Setúbal |                             | Península de Setúbal |
| Portugal Continental |  | Norte                |                             | Alto Minho           |
| Portugal Continental |  | Norte                | Alto Tâmega                 |                      |
| Portugal Continental |  | Norte                | Área Metropolitana do Porto |                      |
| Portugal Continental |  | Norte                | Ave                         |                      |
| Portugal Continental |  | Norte                | Cávado                      |                      |
| Portugal Continental |  | Norte                | Douro                       |                      |
| Portugal Continental |  | Norte                | Tâmega e Sousa              |                      |
| Portugal Continental |  | Norte                | Terras de Trás-os-Montes    |                      |
| Açores               |  | Açores               |                             | Açores               |
| Madeira              |  | Madeira              |                             | Madeira              |

## Diferenças

### Área
Existem grandes diferenças na área total das 26 sub-regiões, sendo as sub-regiões com a maior extensão em área o Baixo Alentejo (8 505 km²), o Alentejo Central (7 393 km²) e Beiras e Serra da Estrela ((6 305 km²). Já as sub-regiões com a menor extensão são a Madeira (801 km²), o Cávado (1 246 km²) e o Ave (1 451 km²).
| Área               | Número | Sub-região                                                                                        |
| ------------------ | ------ | ------------------------------------------------------------------------------------------------- |
| Menos de 1 000 km² | 1      | Madeira                                                                                           |
| Até 2 000 km2      | 4      | Cávado, Ave, Região de Aveiro, Tâmega e Sousa                                                     |
| Até 3 000 km2      | 7      | Área Metropolitana do Porto, Alto Minho, Oeste, Médio Tejo, Açores, Região de Leiria, Alto Tâmega |
| Até 4 000 km2      | 2      | Área Metropolitana de Lisboa, Viseu Dão-Lafões                                                    |
| Até 5 000 km2      | 5      | Douro, Lezíria do Tejo, Região de Coimbra, Beira Baixa, Algarve                                   |
| Até 6 000 km2      | 2      | Alentejo Litoral, Terras de Trás-os-Montes                                                        |
| Até 7 000 km2      | 2      | Alto Alentejo, Beiras e Serra da Estrela                                                          |
| Até 8 000 km2      | 1      | Alentejo Central                                                                                  |
| Mais de 8 000 km2  | 1      | Baixo Alentejo                                                                                    |

### População
Segundo o (censo de 2021) existem grandes diferenças populacionais entre as sub-regiões, sendo as sub-regiões mais populosas a Área Metropolitana de Lisboa (2,870 milhões de habitantes), a Área Metropolitana do Porto (1,736 milhões de habitantes) e o Algarve (467 mil habitantes). Já as sub-regiões que concentram menor população são a Beira Baixa (81 mil habitantes), o Alto Tâmega (84 mil habitantes) e o Alentejo Litoral (96 mil habitantes).
| População (2021)     | Número | Sub-região |
| -------------------- | ------ | --- |
| Menos de 100 mil     | 3      | Beira Baixa (80751), Alto Tâmega (84248) e Alentejo Litoral (96442)                                                      |
| Até 150 mil          | 3      | Alto Alentejo (104923), Terras de Trás-os-Montes (107272) e Baixo Alentejo (114863)                                      |
| Até 200 mil          | 2      | Alentejo Central (152444) e Douro (183875)                                                                               |
| Até 250 mil          | 5      | Beiras e Serra da Estrela (210602), Médio Tejo (228581), Lezíria do Tejo (235861), Açores (236413) e Alto Minho (231266) |
| Até 300 mil          | 3      | Madeira (250744), Viseu Dão-Lafões (252777), Região de Leiria (286752)                                                   |
| Até 400 mil          | 2      | Oeste (363511) e Região de Aveiro (367403)                                                                               |
| Até meio milhão      | 5      | Tâmega e Sousa (408637), Cávado (416605), Ave (418455), Região de Coimbra (436862) e Algarve (467343)                    |
| Mais de um milhão    | 1      | Área Metropolitana do Porto (1736228)                                                                                    |
| Mais de dois milhões | 1      | Área Metropolitana de Lisboa (2870208)                                                                                   |

### Densidade populacional
As densidades populacionais das sub-regiões diferem substancialmente, sendo as sub-regiões com maior densidade populacional a Área Metropolitana de Lisboa (957 habitantes por km²), a Área Metropolitana do Porto (851 hab./km²) e o Cávado (351 hab./km²). Já as sub-regiões com menor densidade populacional são o Baixo Alentejo (13 hab./km²), o Alto Alentejo e a Beira Baixa (ambos com 17 hab./km²).
| Densidade populacional (2021) | Número | Sub-região                                                                              |
| ----------------------------- | ------ | --------------------------------------------------------------------------------------- |
| Menos de 20 hab. por km²      | 5      | Baixo Alentejo, Alto Alentejo, Beira Baixa, Alentejo Litoral e Terras de Trás-os-Montes |
| Até 30 hab. por km²           | 2      | Alentejo Central e Alto Tâmega                                                          |
| Até 50 hab. por km²           | 2      | Beiras e Serra da Estrela e Douro                                                       |
| Até 100 hab. por km²          | 3      | Lezíria do Tejo, Viseu Dão-Lafões e Algarve                                             |
| Até 200 hab. por km²          | 6      | Médio Tejo, Região de Coimbra, Açores, Alto Minho, Região de Leiria e Oeste             |
| Até 300 hab. por km²          | 3      | Região de Aveiro, Tâmega e Sousa e Ave                                                  |
| Mais de 300 hab. por km²      | 4      | Madeira, Cávado, Área Metropolitana do Porto e Área Metropolitana de Lisboa             |

## Competências das Sub-regiões
De acordo com a Lei-quadro da transferência de competências para as autarquias locais e para as entidades intermunicipais (Lei n.º 50/2018 de 16 de Agosto), as entidades intermunicipais têm competências para:
- planeamento intermunicipal da rede de transporte escolar;
- planeamento da oferta educativa de nível supramunicipal;
- definição da rede de unidades de cuidados de saúde primários e de unidades de cuidados continuados de âmbito intermunicipal;
- definição da rede dos quartéis de bombeiros voluntários;
- definição da rede dos julgados de paz;
- participação em acções ou projectos de reinserção social de jovens e adultos, violência doméstica, rede dos julgados de paz e apoio às vítimas de crimes;
- desenvolvimento da promoção turística interna sub-regional;
- gestão dos portos de âmbito regional;
- designar os vogais representantes dos municípios nos conselhos de região hidrográfica;
- gerir projetos financiados com fundos europeus;
- gerir programas de captação de investimento.

## Estatísticas sobre sub-regiões
- por população
- por nascimentos
- por taxa de natalidade
- por área
- por exportações
- por balanço comercial
- pelo PIB
- pelo PIB per capita

1. ↑  «Official Journal L 87/2023». eur-lex.europa.eu. Consultado em 13 de janeiro de 2024
2. 1 2  https://dre.pt/web/guest/home/-/dre/116068877/details/maximized?serie=I&day=2018-08-16&date=2018-08-01
3. ↑  INE, Instituto Nacional de Estatísticas (18 de junho de 2024). «opulação residente (N.º) por Local de residência (NUTS - 2024), Sexo e Grupo etário; Anual». ine.pt. Consultado em 18 de junho de 2024
4. ↑  INE, Instituto Nacional de Estatísticas (18 de junho de 2024). «População residente (N.º) por Local de residência (NUTS - 2024), Sexo e Grupo etário; Anual». ine.pt. Consultado em 18 de junho de 2024
5. ↑  INE, Instituto Nacional de Estatísticas (18 de junho de 2024). «Superfície (km²) das unidades territoriais por Localização geográfica (NUTS - 2024); Anual». ine.pt. Consultado em 18 de junho de 2024
6. 1 2  Instituto Nacional de Estatística (23 de novembro de 2022). «Censos 2021 - resultados definitivos»
7. ↑  https://dre.pt/web/guest/home/-/dre/116068877/details/maximized?serie=I&day=2018-08-16&date=2018-08-01